# Hildegard Thorell
Hildegard Katarina Thorell, de soltera Bergendal (Nykroppa, Värmland, 22 de mayo de 1850-Estocolmo, 2 de febrero de 1930), fue una pintora sueca.

## Biografía
Nacida el 22 de mayo de 1850, era hija de un dueño de una siderurgia. En 1872 contrajo matrimonio con el auditor O. R. Thorell. Estudió en la Konstfack (Colegio Universitario de Artes, Oficio y Diseño) en Estocolmo entre los años 1876 y 1879, donde era la única estudiante casada. Tras esto fue aprendiz de Bertha Wegmann. Después viajó a París, donde aprendió de Léon Bonnat y Jean-Léon Gérôme. Thorell pintó principalmente retratos de gran tamaño, como, por ejemplo, Modersglädje («Placer maternal») y Damporträtt («Retrato femenino»).

## Galería

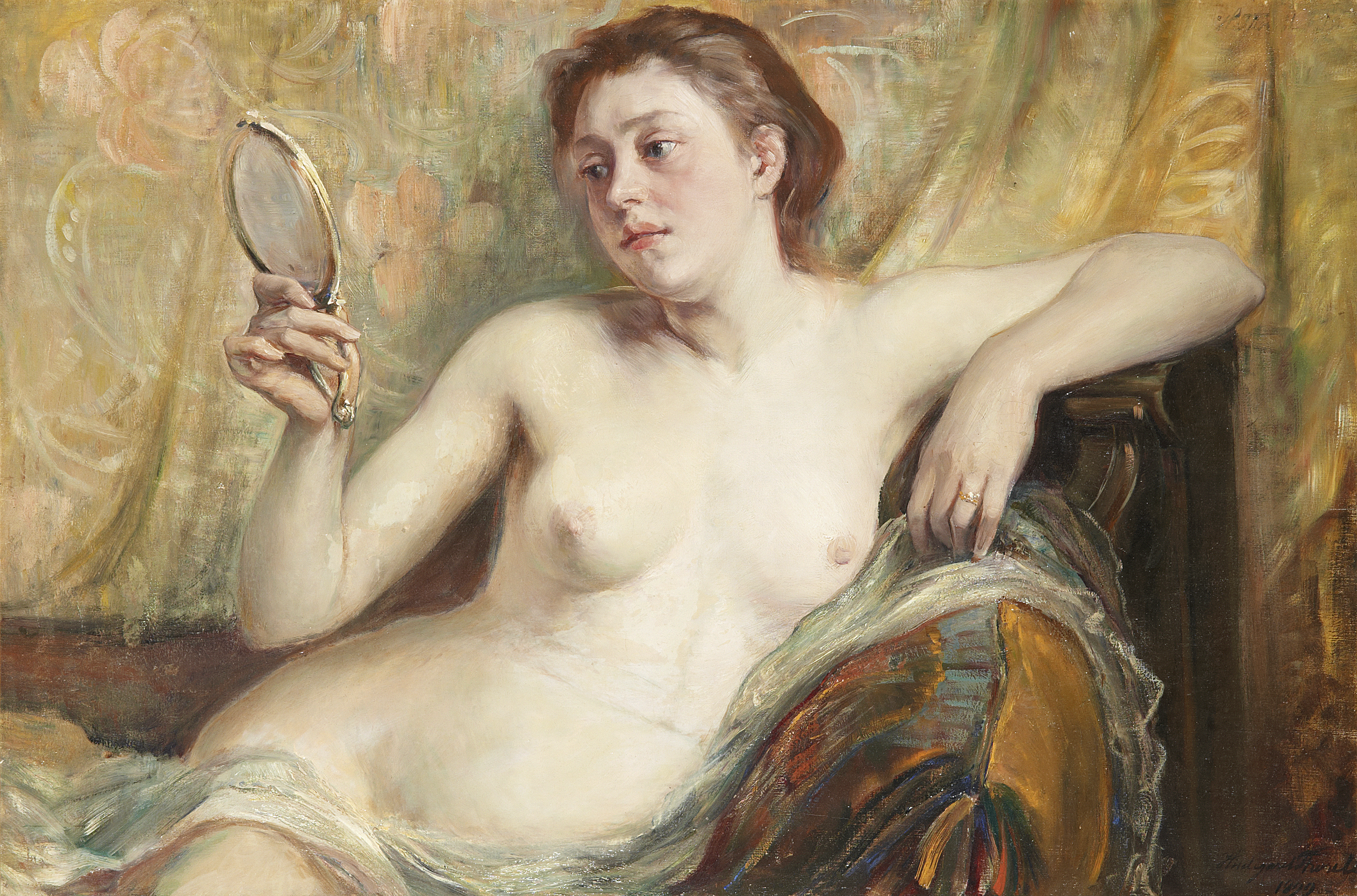
Modell med spegel ("Modelo con espejo"), óleo sobre lienzo, 1899
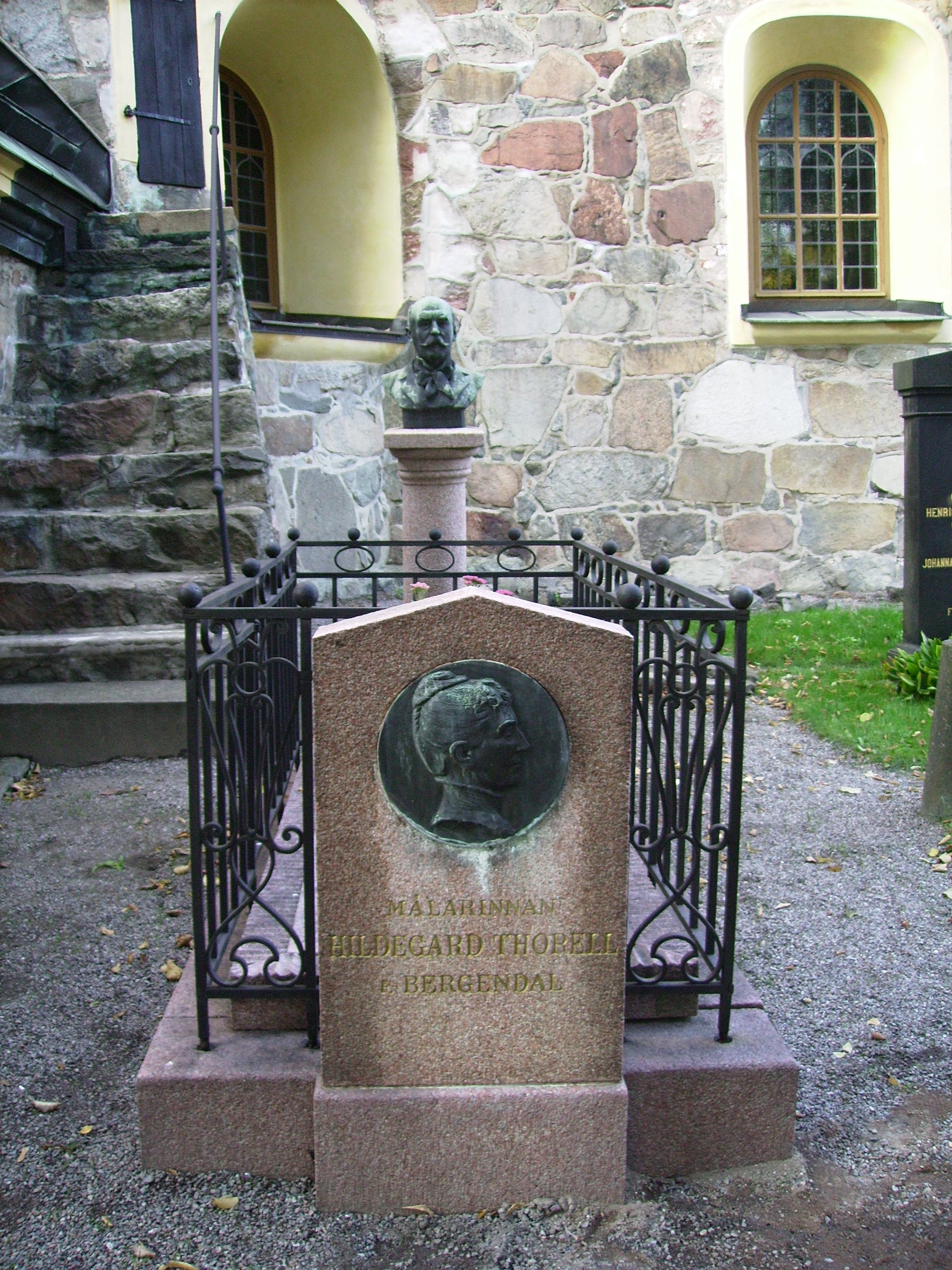
Tumba de Hildegard Thorell en Estocolmo